# Elektrophysiologische Untersuchung
Die elektrophysiologische Untersuchung (EPU) ist eine spezielle Herzkatheteruntersuchung bei Patienten mit Herzrhythmusstörungen.
Ziel der elektrophysiologischen Untersuchung ist es, die Art und den Mechanismus von Herzrhythmusstörungen festzustellen und nach Möglichkeit auch eine Therapie durchzuführen.
Eine einfache Untersuchung dauert etwa 1–2 Stunden, bei komplexen Fällen aber auch deutlich länger. Zumeist nach nur örtlicher Betäubung werden zumindest zwei, häufig aber auch drei oder mehr dünne Elektrodenkatheter über die Leistenvenen unter Röntgendurchleuchtung in das rechte Herz eingeführt. Dieser Vorgang ist kaum spürbar. Bei Herzrhythmusstörungen, die ihren Ursprung in der linken Herzhälfte haben, kann man entweder über die Leistenarterie und die Körperhauptschlagader in das Herz gelangen oder aber über eine Punktion des Vorhofseptums.
Über die Elektrodenkatheter werden die elektrischen Signale an verschiedenen Stellen des Herzens registriert und die Herzrhythmusstörung mit Hilfe von nicht spürbaren Schrittmacherimpulsen ausgelöst. Wenn Beschwerden auftreten, können diese Herzrhythmusstörungen in den meisten Fällen über die eingeführten Katheter mit Schrittmacherimpulsen oder durch schnell wirkende Medikamente wieder beendet werden. Nur selten ist eine Beendigung der Rhythmusstörung mit einem äußeren elektrischen Stromstoß in Kurznarkose (Kardioversion) notwendig.
Neben der klassischen Untersuchungsmethode gibt es auch die Möglichkeit, mittels spezieller computergestützter Systeme ein dreidimensionales Bild der Herzhöhle und des elektrischen Erregungsablaufes zu erzeugen. Vorteil dieser Methode ist die geringere Notwendigkeit von Röntgenstrahlen sowie das Verstehen komplexer Rhythmusstörungen, insbesondere bei voroperierten Herzen oder angeborenen Herzfehlern. 
Nach Diagnosestellung der Herzrhythmusstörung kann der untersuchende Arzt weitere Vorschläge zur Therapie geben und in vielen Fällen in der gleichen Untersuchung eine Verödung des erkrankten Bereichs mit Hochfrequenzstrom oder Kälte (Katheterablation) durchgeführt werden.
Eine neue Methode zur gezielten Steuerung des Elektrodenkatheters ist die Magnetfeldnavigation. Dabei wird ein sehr weicher und flexibler Katheter mit einem kleinen Magneten an der Spitze eingesetzt, der von außen über computergesteuerte Permanentmagnete gelenkt wird. Der behandelnde Arzt steuert den Katheter über einen Joystick und kann so sehr zielsicher die zur Verödung vorgesehenen Punkte an der Herzinnenwand ansteuern. Mit dieser Methode lassen sich auch Regionen des Herzens erreichen, die bisher für eine Katheterablation nicht zugänglich waren. Das ist zum Beispiel für die Therapie des Vorhofflimmerns wichtig. Der Computer hilft auch, bereits behandelte Stellen automatisch erneut zu erreichen, wenn die Ablation im ersten Anlauf nicht vollständig funktioniert hat. Der weiche Katheter hat zudem den Vorteil, dass er die Gefäße nicht verletzen kann wie bisher gebräuchliche Drahtkatheter.